# Стефан Гюрчев
Стефан Гюрчев е български духовник и просветен деятел, деец на Българското възраждане в Македония.

## Биография
Гюрчев е роден в град Охрид, тогава в Османската империя. От 1856 до 1858 година учителства в охридското взаимно училище. През 60-те години на XIX век е наместник на митрополит Мелетий Преспански и Охридски.